# O Círculo
The Circle (bra/prt: O Círculo) é um filme de drama, ficção científica e suspense estadunidense de 2017 dirigido por James Ponsoldt com um roteiro de Ponsoldt e Dave Eggers, baseado no romance de Eggers de 2013 com o mesmo nome. O filme é estrelado por Emma Watson e Tom Hanks, bem como John Boyega, Karen Gillan, Ellar Coltrane, Patton Oswalt, Glenne Headly e Bill Paxton. Isso marcaria um lançamento póstumo para Paxton, que morreu em fevereiro de 2017, e também seria o filme final de Headly lançado antes de falecer em junho de 2017.
O filme estreou no Festival de Cinema de Tribeca em 26 de abril de 2017 e foi lançado nos cinemas em 28 de abril de 2017, pela STXfilms e EuropaCorp. Recebeu críticas negativas, mas arrecadou US$ 40 milhões em todo o mundo em um orçamento de US$ 18 milhões, tornando-se o longa-metragem de maior bilheteria do diretor Ponsoldt.

## Sinopse
Uma jovem (Emma Watson) vai trabalhar para uma empresa de tecnologia, e depara-se com um cenário perigoso relacionado com vigilância e falta de privacidade.

## Elenco
- Emma Watson como Mae Holland
- Tom Hanks como Eamon Bailey
- John Boyega como Ty Lafitte
- Karen Gillan como Annie Allerton
- Ellar Coltrane como Mercer Regalado
- Patton Oswalt como Tom Stenton
- Bill Paxton como Vinnie Holland, o pai de Mae
- Glenne Headly como Bonnie Holland, a mãe de Mae
- Ellen Wong como Renata
- Smith Cho como Gina
- Judy Reyes como congressista Olivia Santos
- Eve Gordon como senadora Williamson
- Beck como ele mesmo

## Dublagem brasileira
Estúdio de dublagem - Delart
Produção
- Direção de Dublagem: Manolo Rey[7]
- Cliente: Imagem Filmes[7]
- Tradução: Bianca Daher[7]
- Técnico(s) de Gravação: Rodrigo Oliveira[7]

Dubladores
- Mae: Luisa Palomanes[7]
- Eamon: Marco Ribeiro[7]
- Annie: Gabriela Medeiros[7]
- Kalden: Renan Freitas[7]
- Tom: Flavio Back[7]
- Matt: Marcus Jardym[7]
- Jared: Rodrigo Antas[7]
- Dan: Manolo Rey[7]
- Pai: Hercules Franco[7]
- Mercer: Thadeu Matos[7]
- Mamãe: Sheila Dorfman[7]
- Gina: Ana Lucia Grangeiro[7]

## Produção

### Elenco e financiamento
Em 15 de dezembro de 2014, Deadline informou que Tom Hanks estrelaria uma adaptação para o cinema do romance de Dave Eggers, The Circle, de 2013, com James Ponsoldt escrevendo e dirigindo. Em janeiro de 2015, o THR confirmou que Anthony Bregman produziria o filme por meio de sua empresa, Likely Story, junto com Ponsoldt, Hanks e Gary Goetzman. Em 11 de maio de 2015, foi anunciado que a Image Nation Abu Dhabi financiaria totalmente o filme, junto com Walter Parkes e Laurie MacDonald, enquanto a IM Global cuidaria das vendas internacionais. Posteriormente, a IM GLOBAL vendeu os direitos a vários distribuidores. Em junho de 2015, Emma Watson foi oficialmente definida para interpretar o papel principal de Mae Holland no filme. Em agosto de 2015, John Boyega foi adicionado ao elenco. Em setembro de 2015, Karen Gillan, Patton Oswalt, Bill Paxton e Ellar Coltrane se juntaram ao elenco.

### Filmagens
As filmagens principais do filme começaram em 11 de setembro de 2015, em Los Angeles, Califórnia. Em 17 de setembro, as filmagens aconteceram em Pasadena. As refilmagens foram feitas em janeiro de 2017.

## Lançamento
Em fevereiro de 2016, a EuropaCorp adquiriu os direitos de distribuição do filme na América do Norte, enquanto a STX Entertainment co-distribui. The Circle estreou no Festival de Cinema de Tribeca em 26 de abril de 2017 e foi lançado nos cinemas em 28 de abril de 2017.
Não houve um lançamento oficial em DVD ou Blu-ray da Região 2 do Reino Unido. O filme, entretanto, foi lançado nos Estados Unidos e em alguns países europeus, incluindo a Alemanha.

## Recepção

### Bilheteria
The Circle arrecadou US$ 20,5 milhões nos Estados Unidos e Canadá e US$ 20,1 milhões em outros territórios, num total de US$ 40,6 milhões, contra um orçamento de produção de US$ 18 milhões.
Nos Estados Unidos e Canadá, o filme foi lançado junto com How to Be a Latin Lover, Baahubali 2: The Conclusion e Sleight, e foi projetado para arrecadar US$ 10-12 milhões em 3.163 cinemas durante o fim de semana de estreia. No entanto, o filme teve um desempenho inferior, estreando no quinto lugar com US$ 9 milhões, atrás de The Fate of the Furious, How to Be a Latin Lover, Baahubali 2: The Conclusion e The Boss Baby.

### Resposta crítica
No agregador de resenhas Rotten Tomatoes, o filme tem uma taxa de aprovação de 16% com base em 147 resenhas, com uma classificação média de 4,20/10. O consenso crítico do site diz: "The Circle reúne um elenco impressionante, mas este thriller digital gira sem rumo em sua exploração desinteressada de temas oportunos." No Metacritic, o filme detém uma pontuação de 43 em 100, com base em 32 críticos, indicando "críticas mistas ou médias". O público entrevistado pela CinemaScore deu ao filme uma nota média de "D +" em uma escala de A + a F.
Glenn Kenny, do The New York Times, criticou o filme por sua repetitividade e falta de originalidade: "O romance é extremamente engraçado quando retrata a natureza exaustiva da vida social virtual, e é também nesta área que o filme ganha muito poucos risos sabidos. Mas é claro, não muito mais do que 15 minutos depois, que sem os aspectos paranóicos da história você fica com uma estrutura conceitual que foi superada três vezes por coisas como, digamos, o romance de Joshua Cohen, Book of Numbers ou a série de comédia da HBO Silicon Valley." Dan Callahan do TheWrap escreveu: "O principal problema com The Circle é que o mal da empresa de tecnologia se tornou tão óbvio desde o início."
Eric Kohn, do IndieWire, deu ao filme um C. Ele foi especialmente crítico em relação às inconsistências tonais do filme: "Nos últimos anos, assistimos a uma proliferação de narrativas profundas na era da informação, desde o território do thriller psicológico de Mr. Robot aos extremos paródicos do Silicon Valley. O projeto de Ponsoldt está preso entre esses dois extremos. Por um lado, é um drama orwelliano sobre a sociedade de vigilância; ao mesmo tempo, é um drama sincero no local de trabalho sobre a idade adulta jovem que engasga com alguma tagarelice tecnológica por causa de aprofundar o seu potencial."
Gregory Wakeman, do Cinema Blend, criticou o filme, argumentando que "o grande debate filosófico do filme é tão simplista e vem de dois lados opostos e extremos do espectro que é basicamente silenciado". Ele também escreveu: "Presunçoso, condescendente e completamente sem incidentes, The Circle é a razão pela qual as pessoas odeiam Hollywood." Wakeman deu ao filme uma estrela e meia em cinco. Da mesma forma, Peter Travers, da Rolling Stone, concedeu ao filme uma estrela em quatro. Ele escreveu: "The Circle parece monótono, datado e rasgado das manchetes de ontem. Ele se estica enquanto você o assiste."
Em uma crítica positiva, John DeFore do The Hollywood Reporter escreveu: "A mensagem final do filme não é tão difícil de lidar como o mundo em que realmente vivemos, mas isso não o torna fácil." Ele também descreveu o filme como "uma crítica favorável à mídia social". Owen Gleiberman da Variety também foi positivo, direcionando muitos de seus elogios à relevância contemporânea do filme: "Você poderia chamar The Circle de um thriller distópico, mas não é a ficção científica clichê usual sobre opressores abstratos e sombrios dominando todos os outros. O filme é mais inteligente e assustador do que isso; é um conto de advertência para a era da caça às bruxas na mídia social e compartilhamento compulsivo em excesso. O futuro digital fascista que o filme imagina é sombriamente intrigante de contemplar, porque o pensamento principal sobre isso é quanto desse futuro já está aqui". Mick LaSalle do San Francisco Chronicle também elogiou a pontualidade do filme: "O que faz The Circle tão valioso não só nos mostra um caminho horrivelmente possível que o mundo pode tomar, mas também articula a mentalidade que poderia criá-lo e sustentá-lo."